# Cúp FA Hàn Quốc 2000
Cúp FA Hàn Quốc 2000, hay Cúp FA Seoul Bank vì lý do tài trợ, là mùa giải thứ năm của Cúp FA Hàn Quốc.

## Kết quả

### Vòng Một
| Hyundai Mipo Dockyard | 3 – 2 | Đại học Ajou |
| --------------------- | ----- | ------------ |
|                       |       |              |

| Đại học Dankook | 3 – 1 | Kookmin Bank |
| --------------- | ----- | ------------ |
| Seo Kwan-Soo    |       |              |

| Gangneung City                                    | 3 – 2 | Bupyeong High School |
| ------------------------------------------------- | ----- | -------------------- |
| Hwang Dong-Su 1st half' · Pak Sung-Woon 1st half' |       |                      |

| Đại học Hàn Quốc         | 2 – 1 | Gangneung Agri. & Tech. High School |
| ------------------------ | ----- | ----------------------------------- |
| Kim Sang-Rok · Go Min-Ki |       |                                     |

| Police                                                        | 4 – 1 | Đại học Kyunghee  |
| ------------------------------------------------------------- | ----- | ----------------- |
| Jung Yong-Hoon 42', 2nd half' · Jo Man-Keun 58' · Lim Kyu-Sik |       | Yoon Won-Chul 37' |

| Đại học Sungkyunkwan   | 2 – 0 | Korea National Railroad |
| ---------------------- | ----- | ----------------------- |
| Lee Jung-Woon 28', 49' |       |                         |

| Chunnam Dragons | 9 – 2 | Đại học Dongguk |
| --------------- | ----- | --------------- |
| César · Radek   |       |                 |

| Sangmu | 1 – 0 | Daejeon Citizen |
| ------ | ----- | --------------- |
|        |       |                 |

### Vòng 16 đội
| Bucheon SK    | 1 – 0 | Hyundai Mipo Dockyard |
| ------------- | ----- | --------------------- |
| Cho Jin-Ho 1' |       |                       |

| Suwon Samsung Bluewings | 1 – 0 | Gangneung City |
| ----------------------- | ----- | -------------- |
| Sandro Cardoso 63'      |       |                |

| Seongnam Ilhwa Chunma                                       | 4 – 0 | Đại học Dankook |
| ----------------------------------------------------------- | ----- | --------------- |
| Kim Dae-Eui 47' · Kim Hyun-Soo 57' · Park Nam-Yeol 58', 61' |       |                 |

| Anyang LG Cheetahs | 2 – 0 | Đại học Hàn Quốc |
| ------------------ | ----- | ---------------- |
|                    |       |                  |

| Pohang Steelers                     | 2 – 1 | Police |
| ----------------------------------- | ----- | ------ |
| Lee Hyun-Dong 13' · Park Tae-Ha 59' |       |        |

| Jeonbuk Hyundai Motors              | 2 – 1 | Chunnam Dragons   |
| ----------------------------------- | ----- | ----------------- |
| Kim Do-Hoon 26' · Park Sung-Bae 85' |       | Choi Moon-Sik 10' |

| Ulsan Hyundai Horangi | 5 – 2 | Đại học Sungkyunkwan |
| --------------------- | ----- | -------------------- |
| Ahn Hong-Min          |       |                      |

| Busan I'cons                                    | 3 – 2 | Sangmu                               |
| ----------------------------------------------- | ----- | ------------------------------------ |
| Jang Dae-Il 50' · Woo Sung-Yong 59' · Manić 73' |       | Lee Min-Sung 1' · Park Byung-Joo 47' |

### Tứ kết
| Seongnam Ilhwa Chunma                                     | 3 – 2 (h.p) | Anyang LG Cheetahs            |
| --------------------------------------------------------- | ----------- | ----------------------------- |
| Kim Sang-Sik 45' · Hwang Yeon-Seok 59' · Kim Dae-Eui 117' |             | Yoo Sang-Soo 21' · Koubek 51' |

| Ulsan Hyundai Horangi | 0 – 1 | Busan I'cons  |
| --------------------- | ----- | ------------- |
|                       |       | Jeon Woo-Keun |

| Bucheon SK                         | 2 – 1 | Suwon Samsung Bluewings |
| ---------------------------------- | ----- | ----------------------- |
| Lee Won-Sik 49' · Ahn Seung-In 63' |       | Sandro Cardoso 24'      |

| Pohang Steelers | 1 – 2 (h.p) | Jeonbuk Hyundai Motors |
| --------------- | ----------- | ---------------------- |
|                 |             | · Kim Dae-Sik 98'      |

### Bán kết
| Seongnam Ilhwa Chunma | 1 – 0 (h.p) | Busan I'cons |
| --------------------- | ----------- | ------------ |
| Kim In-Wan 104'       |             |              |

| Jeonbuk Hyundai Motors | 2 – 1 | Bucheon SK |
| ---------------------- | ----- | ---------- |
| · Seo Hyuk-Su 68'      |       |            |

### Chung kết
| Seongnam Ilhwa Chunma | 0 – 2 | Jeonbuk Hyundai Motors               |
| --------------------- | ----- | ------------------------------------ |
|                       |       | Kim Do-Hoon 26' · Yang Hyun-Jung 59' |

| Cúp FA Hàn Quốc Đội vô địch 2000          |
| ----------------------------------------- |
| Jeonbuk Hyundai Motors Danh hiệu đầu tiên |

## Giải thưởng
- Cầu thủ xuất sắc nhất giải đấu: Park Sung-Bae (Jeonbuk Hyundai Motors)
- Vua phá lưới: César (4 bàn) (Chunnam Dragons)